# 賭聖2：街頭賭聖
《賭聖2：街頭賭聖》，1995年出品，而本片的主角由葛民輝擔任，而又加入了釋小龍和甄子丹的武打特技，使得本片多加了點新意。

## 劇情
賭聖阿星在賭王大賽過後，從此神隱。黑仔達為了尋找賭聖接班人，而遠赴有許多特異功能人士的天神村。黑仔達見識到阿葛把錢變大的功能，於是就帶領他回到香港特訓，讓他成為參加第二次國際賭王大賽的選手。而在香港特訓的過程中，黑仔達被討債集團追殺；阿葛使出了特異功能，把漫畫《蛇珠》的所有漫畫人物的武打招式全部記憶，輕而易舉地打敗討債集團，怎知他們也發現了討債集團的老大泰國豪姬的實力與阿葛不相上下。
見到阿葛的特異功能的澳門賭霸雷泰，知道阿葛心儀自己的女友緣份，邀請阿葛代表香港出賽國際賭王，目的是為了分散其他國家代表對雷泰的關注及下毒手；然而國際刑警龍七發現雷泰的詭計，也出面警告阿葛，再阿葛透過特異功能發現緣份並沒有愛過自己後，原本想默默離開回到長洲，卻被雷泰假借緣份有危險，誘騙阿葛到廢棄工廠企圖軟禁阿葛，使其無法出賽；正當阿葛被雷泰等人抓住同時，緣份與小龍也趕到廢棄工廠救阿葛，過程中緣份被雷泰開槍受傷，小龍則趁亂逃出向龍七求救，小龍與龍七趕到工廠救人的同時，阿葛與緣份被關在冷凍庫中，阿葛為救緣份而將功力全部輸出，導致功力剩下不到一半。
阿葛與緣份被龍七送到醫院後，小龍與龍七鼓勵阿葛出賽決戰雷泰，阿葛原希望緣份可留下一滴淚作為鼓勵前往參賽的回應，雖然緣份沒反應，但阿葛仍然在最後一刻出現再賭王大賽現場，而雷泰為了阻止阿葛用特異功能，進到一個箱子與阿葛開始了賭局，阿葛雖嘗試用用特異功能讀取雷泰的底牌，但仍失敗。
最後阿葛的底牌無法贏過雷泰，正當徬徨無助的同時，小龍到賭場現場並錄製了緣份清醒的畫面，緣份也透過錄影表明自己對阿葛的愛意，阿葛受到鼓勵，功力全數恢復並嘗試用拉霸的方式變掉底牌，然變牌失敗的同時阿葛以為輸掉的同時，卻不知雷泰的底牌也同時被阿葛換掉，最終阿葛贏得第二屆世界賭王稱號，雷泰則被龍七拘捕。

## 演員
| 演員   | 角色                                | 粵語配音 |
| 葛民輝 | 奧米葛/阿葛(蒙面賭聖)/god bless you | 葛民輝   |
| 吳孟達 | 三叔(黑面蔡)/黑仔達                 | 吳孟達   |
| 邱淑貞 | 緣份                                | 何錦華   |
| 釋小龍 | 小龍                                | 陸惠玲   |
| 林國斌 | 澳門賭霸雷泰                        | 陳欣     |
| 彭丹   | 泰國豪姬                            | 龍寶鈿   |
| 段偉倫 | 日本鬼花田                          |          |
| 陳百祥 | 大會主理人1                         | 陳百祥   |
| 文雋   | 大會主理人2                         | 文雋     |
| 程東   | 東哥/豪姬之弟                       | 張炳強   |
| 成奎安 | 大狗                                | 陳永信   |
| 夏萍   | 阿葛母                              | 黃鳳英   |
| 甄子丹 | 龍七（客串）                        | 潘文柏   |
| 元奎   | 賣魚盛（客串）                      |          |

## 外部連結
- 開眼電影網上《小小賭聖》的資料（繁體中文）
- 豆瓣电影上《賭聖2：街頭賭聖》的資料 （简体中文）
- 时光网上《賭聖2：街頭賭聖》的資料（简体中文）
- AllMovie上《賭聖2：街頭賭聖》的资料（英文）
- 爛番茄上《賭聖2：街頭賭聖》的資料（英文）
- 香港影庫上《賭聖2：街頭賭聖》的資料（繁體中文）
- 互联网电影数据库（IMDb）上《賭聖2：街頭賭聖》的资料（英文）